# Демьянка (Тюменская область)
Демьянка — посёлок в Уватском районе Тюменской области России. Административный центр Сорового сельского поселения. Железнодорожная станция Демьянка.

## География
Расположен в северной части Тюменской области, в пределах юго-восточной части Западно-Сибирской равнины, на правом берегу реки Демьянка. Расстояние от Демьянки до районного центра Уват 120 км по автомобильной трассе федерального значения «Тюмень-Ханты-Мансийск».

### Климат
Климат характеризуется как континентальный, с длительной (около 5 месяцев) морозной зимой и тёплым достаточно продолжительным (3 — 3,5 месяца) летом. Средняя многолетняя температура самого холодного месяца (января) составляет −21 — −19 °C, температура самого тёплого (июля) — около 17 °C. Безморозный период длится в течение 110—120 дней. Средняя продолжительность периода с температурой выше 10 °C составляет 92—110 дней, а период с температурой выше плюс 15 °C — 60—70 дней.

## История
С 1997 года открыт Храм во имя святителя Иоанна, митрополита Тобольского.
В 2013 году объединены населённые пункты, в форме присоединения села Сор к посёлку Демьянка.

## Население
| 2010 |
| ---- |
| 2710 |

## Инфраструктура
Действует общеобразовательная средняя школа,  школа изобразительного искусства и музыкальная школа, детский сад, спортивный комплекс.

### Экономика
- ОАО «РЖД» (ШЧ-18, ПЧ-29, ТЧЭ-18 и др.)
- ОАО «Газпром»
- «Сибур Холдинг»

## Транспорт
Развит автомобильный и железнодорожный транспорт. Действует вертолётная площадка, железнодорожная станция и вокзал.